# Эрральде, Хорхе
Хорхе Эрральде Грау (исп. Jorge Herralde Grau, 1936, Барселона) — испанский издатель, основатель и директор барселонского издательства «Анаграмма» (1969), крупнейшего в испаноязычном мире, наряду с фирмой Карлоса Барраля Seix Barral, из выпускающих книги современных авторов.

## Издательская деятельность
В его издательстве публиковались сочинения Патриции Хайсмит, Ги Дебора, Мартина Эмиса, Иэна Макъюэна, Хавьера Мариаса, Энрике Вила-Матаса, Серхио Питоля, Роберто Боланьо, Алана Паульса и многих других.

## Издательская премия
C 1983 года издательство присуждает за ещё не опубликованный роман, написанный на испанском языке, премию Эрральде. Её лауреатами, среди других, были Серхио Питоль (1984), Хавьер Мариас (1986), Роберто Боланьо (1998), Э. Вила-Матас (2002), А. Паульс (2003), Хуан Вильоро (2004), Мартин Коан (2007).

## Признание
Национальная премия за издательский вклад в культуру (1994). Премия Кларин и Крест Святого Георгия (2000). Французский орден искусств и литературы (2006), другие отечественные и зарубежные награды.